# Піноккіо Ґільєрмо дель Торо
«Піноккіо Ґільєрмо дель Торо» (англ. Guillermo del Toro's Pinocchio) — американський ляльковий темно-фентезійний музичний фільм режисера Гільєрмо Дель Торо і Марка Густафсона, заснований на італійському романі «Пригоди Піноккіо» Карло Коллоді. Виробництвом і розповсюдженням фільму займається Netflix, а випуск фільму відбувся 9 грудня 2022 року. Лауреат премії Оскар 2023 у категорії «Найкращий анімаційний повнометражний фільм».

## Сюжет
Фільм починається з моменту, де старий столяр Джеппетто щось вирізьблює з дерева. Він мирно живе в Італії зі своїм сином Карло під час Першої світової війни. Одного разу Джеппетто посилає Карло знайти бездоганну соснову шишку, щоб її можна було посадити, і ось під час роботи в місцевій церкві Карло показує батькові ідеальну шишку. У той момент вони чують звуки авіації, тому Джеппетто наказує збиратися додому, але Карло гине від падіння бомби, яка руйнує церкву. Джеппетто вдається вижити, проте він проводить наступні двадцять років, оплакуючи втрату сина, і вшановує його пам'ять, посадивши шишку біля могили Карло. До того ж, у своєму горі старий заглядає до чарки. Антропоморфний цвіркун, на ім'я Себастьян поселяється в сосні, що виросла біля могили Карло. Однак Джеппетто в нападі п'яної люті рубає дерево і планує зробити з нього нового сина. Він притягує деревину до своєї майстерні та вирізає з неї ляльку, проте потім втрачає свідомість від сп'яніння. Раптом до його крамниці заходить блакитного кольору фея, на ім'я Берегиня, яка вирішує оживити ляльку та називає її Піноккіо. Вона дає настанову Себастьяну, щоб той направляв Піноккіо на правильний шлях, натомість обіцяючи цвіркуну виконати одне його бажання.
Джеппетто прокидається наступного дня і виявляє, що Піноккіо живий. Чоловік був наляканий настільки, що йому здається, що він втрачає розум. Джеппетто змушує Піноккіо залишитися в комірчині, поки той піде до відбудованої церкви, аби спробувати заспокоїтися, але Піноккіо слідує за ним і в кінцевому підсумку лякає селян. Наступного дня Джеппетто відправляє Піноккіо до школи (зі старим підручником Карло). Однак дорогою Піноккіо перехоплює колишній аристократ, який став шоуменом, граф Вольпе та його недооцінений улюбленець мавпа Спаццатура. Вольпе заманив Піноккіо, щоб той приєднався до його цирку та умовив ляльку підписати договір. Пізніше тієї ночі Джеппетто приходить до цирку, щоб забрати Піноккіо додому, але старий столяр свариться з Вольпе, в результаті чого Піноккіо потрапляє на дорогу, де його переїжджає машина.
Піноккіо відправляють у потойбічний світ, де він зустрічає саму Смерть, яка є сестрою Берегині. Вона пояснює Піноккіо, що він безсмертний і йому доведеться через короткий час повернутися у світ людей. Смерть також каже дерев'яному хлопчику, що люди не живуть вічно, і він переживе їх. Повернувшись до царства смертних, Піноккіо вирішує приєднатися до цирку Вольпе, щоб заробити гроші для Джеппетто та уникнути призову на війну, куди змушував його йти суворий Подеста. Себастьян і Джеппетто відправляються шукати Піноккіо, але їх проковтує гігантська Риба-Собака. Під час одного з виступів Піноккіо навмисно ображає прем'єр-міністра Беніто Муссоліні, за що ляльку-актора потім і застрелили. Дерев'яний хлопчик знову відроджується, але Подеста бере його до тренувального табору, де інші діти опановують бойову майстерність для участі у війні. Піноккіо товаришує з сином Подести Ґнітиком, який боїться розчарувати свого батька. За порадою Піноккіо Ґнітик протистоїть своєму батькові. Виник конфлікт, під час якого тренувальний табір бомбардують, в результаті чого Подеста гине.
Піноккіо вдається втекти, але його схоплює Вольпе, який бажає помститися ляльці за приниження під час виступу перед Муссоліні. У критичний момент мавпа Спаццатура втручається і Вольпе зустрічає свою смерть. Спаццатура виживає, впавши у море. Коли Піноккіо також потрапляє у воду, їх проковтує Риба-Собака. У череві цього чудовиська вони незабаром возз'єднуються з Джеппетто і Себастьяном. Піноккіо навмисне говорить неправду, що призводить до росту його носа, і це допомагає вибратися з черева морського монстра. У той момент, коли вони тікають, Риба-Собака знову намагається з'їсти їх, змушуючи Піноккіо витратити всю свою енергію, ризикуючи своїм безсмертям, щоб врятувати свого батька та друзів. Коли вони дістаються берега, Піноккіо вмирає. Під час скорботи з'являється Берегиня, і Себастьян вирішує скористатися своїм єдиним бажанням, щоб Піноккіо ожив.
Як колись і казала Смерть, Піноккіо пережив усіх своїх близьких, оскільки Джеппетто, Себастьян і Спаццатура згодом померли, а дерев'яний хлопчик вирушив у мандри в пошуках нових пригод.
Цікаво, що серед персонажів мультфільму можна впізнати образ української політикині Ю.В. Тимошенко.

## Актори озвучення
- Грегорі Манн — Піноккіо
- Юен Мак-Грегор — Говорячий цвіркун
- Девід Бредлі[en] — Містер Джеппетто
- Крістоф Вальц — Граф Вольпе
- Тільда Свінтон — Фея з бірюзовим волоссям
- Рон Перлман — подеста
- Фінн Вулфгард — Ґнітик
- Кейт Бланшетт — Спаццатура
- Тім Блейк Нельсон — Кучер
- Джон Туртурро — Майстер Черрі
- Берн Ґорман — Карабінер

## Український дубляж
- Дарина Муращенко — Піноккіо
- Андрій Альохін — Цвіркун
- Михайло Кришталь — Джеппетто
- Павло Скороходько — Вольпе
- Михайло Войчук — Подеста
- Данило Марійко — Ґнітик
- А також: Євгеній Лісничий, Єлизавета Мастаєва, Єлизавета Зіновенко, Сергій Ладєсов, Сергій Гутько, Наталія Калюжна, Лариса Руснак, Володимир Терещук

Мультфільм дубльовано студією «Так Треба Продакшн» на замовлення компанії «Netflix» у 2022 році.
- Режисерка дубляжу — Олена Мойжес
- Перекладач — Ольга Переходченко
- Спеціаліст зі зведення звуку — Дмитро Бойко
- Менеджер проєкту — Сергій Ваніфатьєв

## Виробництво
17 лютого 2011 року було оголошено, що Гріс Грімлі й Марк Густафсон будуть спільно працювати над ляльковим фільмом Піноккіо, за сценарієм Гільєрмо дель Торо і Метью Роббінса, разом зі студіями The Jim Henson Company і Pathé. 23 січня 2017 року Патрік Макхейл оголосив про спільне написанні сценарію з дель Торо 31 серпня 2017 року дель Торо заявив на IndieWire, що для бюджету фільму потрібно ще 35 мільйонів доларів, інакше фільм буде скасований. Однак 22 жовтня 2018 року на допомогу до фільму прийшов Netflix і придбав його для подальшого виробництва. У січні 2020 року було оголошено, що Рон Перлман, Тільда Свінтон, Юен Макгрегор, Крістоф Вальц і Девід Бредлі приєднався до акторського складу мультфільму.

## Музика
Александр Деспла збирається написати оригінальні пісні для фільму. 23 серпня 2012 року Нік Кейв раніше заявляв, що він буде композитором для фільму.

## Реліз
У листопаді 2018 року Netflix заявила, що дата виходу фільму призначена на 2021 рік. 14 січня 2021 року генеральний директор Netflix Тед Сарандос заявив, що випуск фільму може бути перенесений на 2022 рік.